# مسجد أسمهان سلطان
 مسجد أسمهان سلطان يقع في مانغالايا وهو أقدم معلم إسلامي في رومانيا. وتم بنائه عام 1575م ويحيطه مقبرة عمرها قرابة 300 عام.
وتم تسجيلها ضمن قائمة الأماكن التاريخية في محافظة كونستانتسا.
يبلغ عدد الأقلية المُسلمة حوالي 3,138 مُعظمهم من الأتراك والتتار. وفي أعياد الفطر السعيد والأضحى المبارك يمتلئ الجامع بالمصلين. حاليًا، يستطيع سُكان المدينة والسياح زيارة المسجد، ويقوم الحج خليل عصمت بالتعريف بالمسجد وتاريخه.

## التاريخ
تم بناء المسجد عام 1575 من إبنة السلطان سليم الثاني. وتمت إعادة ترميمه بعد الثورة الرومانية في 1989 من بلدية مدينة مانغالايا.
في عام 1989، تم ترميم المسجد بُمساعدة بلدية مدينة مانغالايا. في ظل الحكم الشيوعي لم يكن مُهتم بالمسجد فكانت تُحيط به الأعشاب الضارة، وبعد الثورة الرومانية في 1989، تم ترميم المسجد وبناء سور حول المقابر التاريخية.
وأُعيد ترميم المسجد مرة أخرى في عام 2008، وقام رجل الأعمال «كابا تونك» تركي الأصل يعيش في رومانيا بالتبرع بمليون يورو.